# Vagankovokyrkogården
Vagankovokyrkogården (ryska: Ваганьковское кладбище, translitererat: Vagan'kovskoje kladbisjtje), är en av de större begravningsplatserna i Moskva.

## Historik
Kyrkogården har fått sitt namn från den tidigare byn Vagankovo, där det funnits en begravningsplats åtminstone sedan 1600-talet. Vagankovokyrkogårdens grundande brukar dock räknas till 1771 när det beslutades att de som dött i pestupproret skulle begravas här.

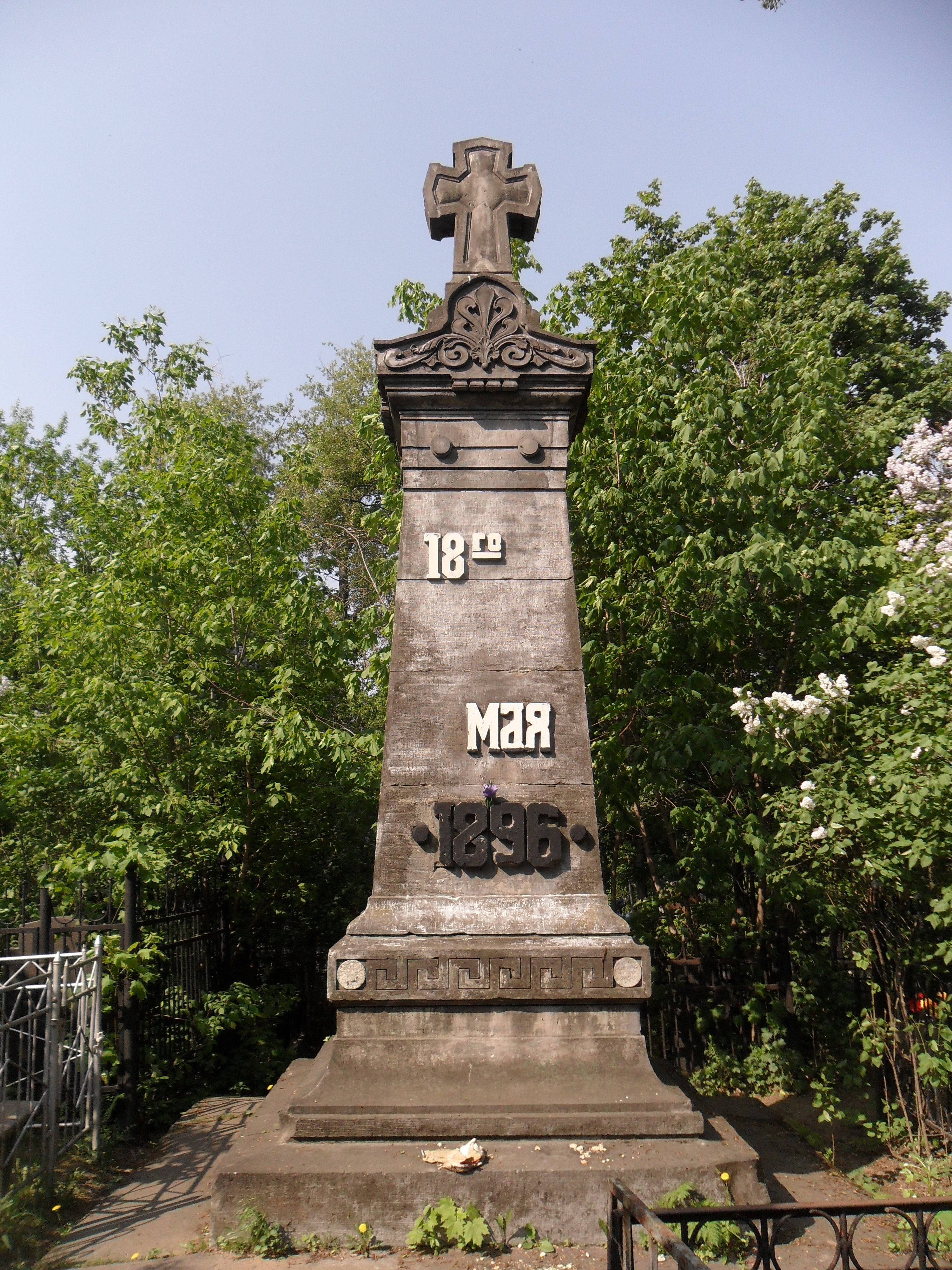
Monument för döda i katastrofen på Chodynkafältet.

En klassuppdelningen gjordes, med särskilda avdelningar för fattiga och okända. I den senare begravdes bland annat de som dog vid katastrofen på Chodynkafältet.
Ytterligare massgravar upprättades efter slaget om Moskva.

## Gravsatta
Automatiskt genererad lista (förklaring)
- Glafira Alymova, 1826-04-14

- Vasilij Tropinin, 1857-05-03
1857-05-15
1857-05-04

- Stepan Sjevyrjov, 1864-05-20

- Vladimir Dal, 1872-09-22

- Aleksandr Levitov, 1877-01-04
1878-01-04

- Vladimir Kovalevskij, 1883-04-15

- Aleksej Savrasov, 1897-09-26

- Jelena Polenova, 1898-11-07

- Nikolaj Zlatovratskij, 1911-12-10

- Ivan Tsvjetajev, 1913-08-30

- Nikolaj Umov, 1915-01-02

- Vasilij Surikov, 1916-03-19
1916-03-06

- Nikolaj Clodt von Jürgensburg, 1918-09-23

- Kliment Timiriaziew, 1920-04-28

- Aleksandr Neverov, 1923-12-24

- Lyubov' Popova, 1924-05-25

- Vitold Tseraskij, 1925-05-29

- Sergej Jesenin, 1925-12-28

- Larissa Reissner, 1926-02-09
1926-02-07

- Vasilij Metallov, 1926-06-01

- Aleksej Sobolevskij, 1929-05-24

- Abram Archipov, 1930-09-25

- Lidia Tseraskaja, 1931-12-22

- Nadezhda Lamanova, 1941-10-15

- Sofia Alexandrovna Stakhovich, 1942-04-05

- Platon Ippolitov, 1951

- Jevgenia Bugoslavskaja, 1960-05-30

- Vasilij Agapkin, 1964-10-29

- Sergej Gorodetskij, 1967-06-07
1967-06-08

- Jekaterina Abramowna Fleischitz, 1968-06-30

- Nikolaj Sjpikovskij, 1977-12-03

- Anna Karavajeva, 1979-05-21

- Jurij Krylov, 1979-11-04

- Vladimir Vysotskij, 1980-07-25

- Ljubov Dobrzjanskaja, 1980-11-03

- Anatolij Solonitsyn, 1982-06-11

- Jurij Kazakov, 1982-11-29

- Rostislav Zacharov, 1984-01-15

- Andrej Mironov, 1987-08-16

- Nikolaj Sergejev, 1988-01-08

- Julij Daniel, 1988-12-30

- Venjamin Kaverin, 1989-05-02

- Genrich Sidorenkov, 1990-01-05

- Lev Jasjin, 1990-03-20

- Arkadij Tjernysjov, 1992-04-17

- Aleksandr Almetov, 1992-09-21

- Anatolij Bulakov, 1994

- Vladislav Listiev, 1995-03-01

- Anatolij Tarasov, 1995-06-23

- Vjatjeslav Lemesjev, 1996-01-27

- Nikolaj Starostin, 1996-02-17

- Bulat Okudzjava, 1997-06-12

- Igor Netto, 1999-03-30

- Natalia Androsova, 1999-07-25

- Georgij Vitsin, 2001-10-22
2001-10-20

- Grigorij Tjuchraj, 2001-10-28

- Jevgenij Svetlanov, 2002-05-03

- Vitalij Solomin, 2002-05-27

- Anel Sudakevitj, 2002-09-22

- Kerim Kerimov, 2003-03-29

- Michail Voronin, 2004-05-22

- Aleksandr Ragulin, 2004-11-17

- Vasilij Aksionov, 2009-07-06

- Vjatjeslav Ivankov, 2009-10-09

- Valentin Kozmitj Ivanov, 2011-11-08

- Sergej Belov, 2013-10-03

- Viktor Tichonov, 2014-11-24

- Galina Prozumensjtjikova, 2015-07-19

- Valerij Poljakov, 2022-09-07

- Eduard Artemjev, 2022-12-29